# Joachim Potocki (1700–1764)
Joachim Potocki herbu Pilawa (ur. 1700, zm. 17 lutego 1764) – starosta generalny ruski w latach 1729-1754, generał-lejtnant wojsk koronnych, bibliofil, kolekcjoner. 

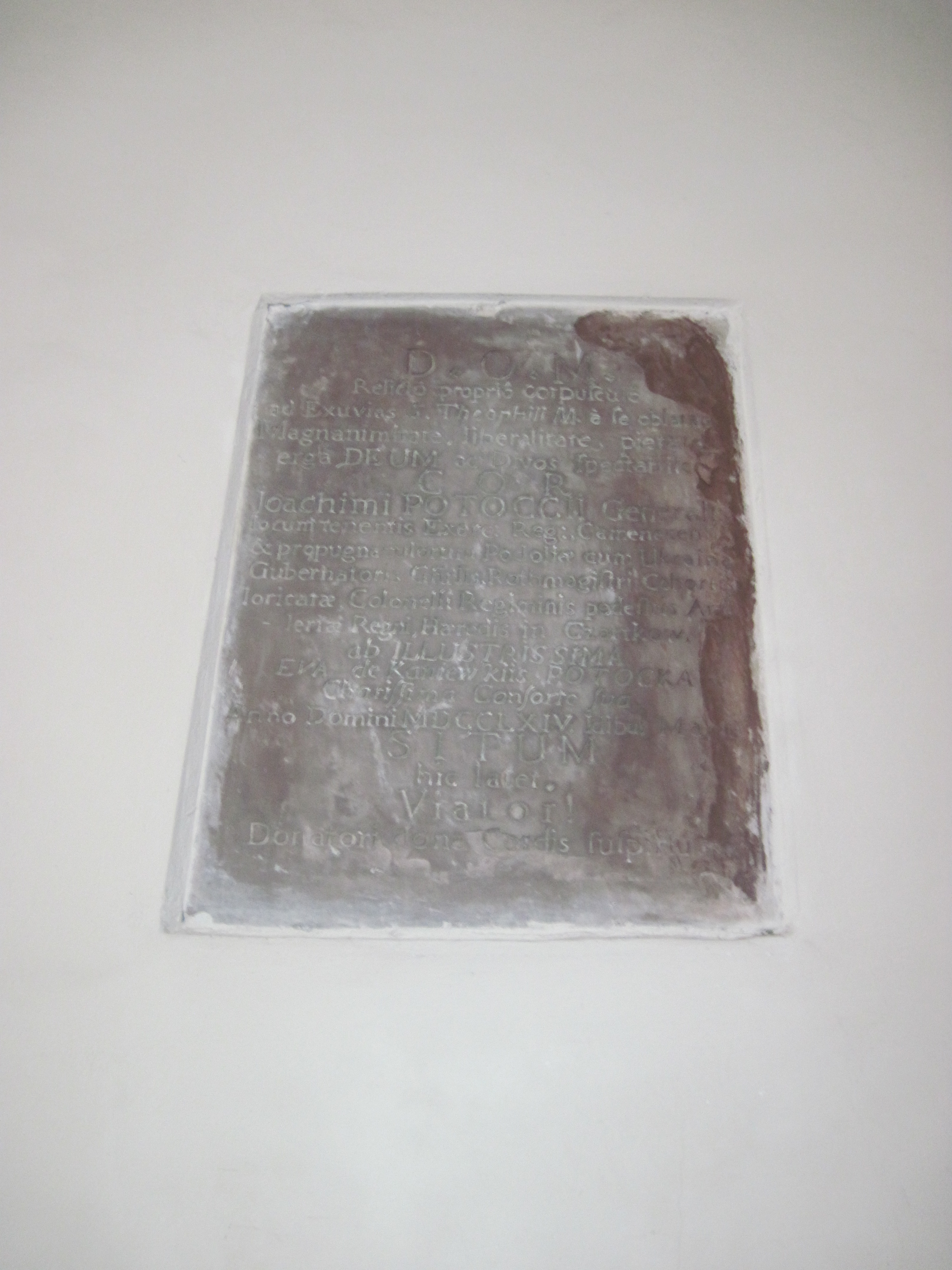

## Życiorys
Syn Stefana, marszałka nadwornego koronnego. Poseł województwa bełskiego na sejm 1738 i 1746 roku, poseł ziemi lwowskiej na sejm 1744 roku, poseł ziemi halickiej na sejm 1750 roku, od 25 października 1745 pułkownik artylerii konnej, później generał-major wojsk koronnych od 1750 oraz generał-lejtnant wojsk koronnych od 1754 roku, generał major wojsk koronnych od 1749 roku, komendant fortec pogranicznych w latach 1751–1764.
Był bibliofilem i kolekcjonerem.
Ciało jego zostało pochowane u Franciszkanów w Kamieńcu Podolskim, serce zaś w kościele św. Stanisława w Czortkowie.
Ożenił się w 1748 roku z Ewą Kaniewską (herbu Nałęcz) i miał z nią dzieci:
- Wincenty Gaweł – starosta rychliniecki[11], członek Stanów Galicyjskich, rotmistrz wielki cesarski
- Krystyna – żona Jerzego Dunina Wąsowicza, podstolego kijowskiego
- Marianna – żona Ludwika Wilgi, wojewody chernichowskiego
- Franciszka – żona Stanisława Kostki Sadowskiego[12],
- Konstancja – żona 1.v. Józefa Małachowskiego, starosty karaczkowskiego, 2.v. Aleksandra Potkańskiego[13].